# La Cima del Progreso
La Cima del Progreso är en ort i Mexiko.   Den ligger i kommunen Manzanillo och delstaten Colima, i den södra delen av landet, 500 km väster om huvudstaden Mexico City. La Cima del Progreso ligger 24 meter över havet och antalet invånare är 300.
Terrängen runt La Cima del Progreso är kuperad åt nordost, men åt sydväst är den platt. Runt La Cima del Progreso är det ganska tätbefolkat, med 108 invånare per kvadratkilometer. I omgivningarna runt La Cima del Progreso växer i huvudsak lövfällande lövskog.